# Signau (district)
Het district Signau in het kanton Bern met als hoofdplaats Signau omvat 9 gemeenten met een totale oppervlakte van 320 km²:
| Gemeentenaam           | Inwoners (1.1.2005) | Oppervlakte (km²) |
| ---------------------- | ------------------- | ----------------- |
| Eggiwil                | 2521                | 60,3              |
| Langnau im Emmental    | 8699                | 48,5              |
| Lauperswil             | 2659                | 21,1              |
| Röthenbach im Emmental | 1311                | 36,8              |
| Rüderswil              | 2291                | 17,2              |
| Schangnau              | 932                 | 36,5              |
| Signau                 | 2741                | 22,1              |
| Trub                   | 1468                | 62,0              |
| Trubschachen           | 1543                | 15,6              |

Aarberg · Aarwangen · Bern · Biel · Büren · Burgdorf · Courtelary · Erlach · Fraubrunnen · Frutigen · Interlaken · Konolfingen · Laupen · Moutier · La Neuveville · Nidau · Niedersimmental · Oberhasli · Obersimmental · Saanen · Schwarzenburg · Seftigen · Signau · Thun · Trachselwald · Wangen